# Paepalanthus spiralifolius
Paepalanthus spiralifolius är en gräsväxtart som beskrevs av Silveira. Paepalanthus spiralifolius ingår i släktet Paepalanthus och familjen Eriocaulaceae. Inga underarter finns listade i Catalogue of Life.